# Demonax granulicollis
Demonax granulicollis är en skalbaggsart som först beskrevs av Hayashi 1974.  Demonax granulicollis ingår i släktet Demonax och familjen långhorningar.
Artens utbredningsområde är Taiwan. Inga underarter finns listade i Catalogue of Life.